# 拉维尔
拉维尔（法語：Raville，法語發音：[ʁavil]；洛林语：Rauvelle）是法国摩泽尔省的一个市镇，属于梅斯区。

## 地理
拉维尔（49°5'35"N, 6°29'8"E）面积7.06 平方千米，位于法国大東部大區摩泽尔省，该省份为法国东北部内陆省份，是洛林的一部分，西南接默尔特-摩泽尔省，东临下莱茵省，北与卢森堡和德国接壤。
与拉维尔接壤的市镇（或旧市镇、城区）包括：尼德河畔比永维尔、富利尼、甘格朗日、塞尔维尼莱拉维尔、瓦里兹-沃东库尔。

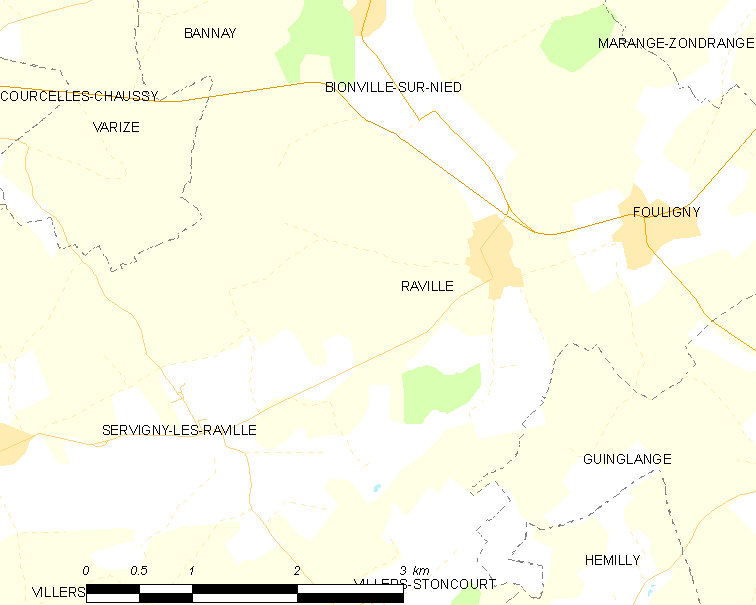
拉维尔的OSM定位图

拉维尔的时区为UTC+01:00、UTC+02:00（夏令时）。

## 行政
拉维尔的邮政编码为57530，INSEE市镇编码为57563。

## 政治
拉维尔所属的省级选区为梅斯地区县。

## 人口

1962-2008年间拉维尔人口变化图示

拉维尔于2022年1月1日时的人口数量为292人。